# Bonde da Orgia de Travecos
"Bonde da Orgia de Travecos" é uma canção da banda brasileira de rock cômico U.D.R., gravada para o álbum Seringas Compartilhadas Vol. 2 (Concertos para Fagote Solo, em Sí Bemol), lançado em 2003. Sob os vocais principais de MS Barney e Professor Aquaplay, a canção tornou-se o maior sucesso do trio.
A letra da música narra um eu lírico que foi convidado por um sujeito chamado Wanderley para participar de uma orgia com travestis, a qual teria atos de coprofilia, uso de drogas pesadas e prática de satanismo.
"Bonde da Orgia de Travecos" chegou a ser regravada no álbum ao vivo Racha de Chevettes e no DVD Kool Metal Fest 6, o qual contém participação mais efetiva de MC Carvão. Em março de 2008, a banda decidiu lançá-la como um single em vinil e download digital, como material de divulgação de apresentações que fariam no exterior, especialmente em Londres. O single foi lançado pelo selo independente Uppercuts.
A música também foi utilizada como piada na rede, anos depois, para polêmicas do jogador Ronaldo Luís Nazário de Lima com uma travesti.
Como B-side, a banda incluiu a canção "Clube Tião Caminhoneiro Hell", um country rock do álbum WARderley (2005).

## Faixas
| N.º | Título                         | Vocais                         | Duração |  |
| 1.  | "Bonde da Orgia de Travecos"   | Professor Aquaplay e MS Barney | 3:22    |  |
| 2.  | "Clube Tião Caminhoneiro Hell" | MC Carvão                      | 4:01    |  |